# A Man Ain't Made of Stone
A Man Ain't Made of Stone è il dodicesimo album in studio del cantante e attore statunitense Randy Travis, pubblicato nel 1999.

## Tracce
1. A Little Bitty Crack in Her Heart – 2:36 (Shawn Camp, Jim Rushing)
2. A Little Left of Center – 3:02 (Billy Henderson, Steven Dale Jones)
3. A Man Ain't Made of Stone – 3:32 (Gary Burr, Robin Lerner, Franne Golde)
4. The Family Bible and the Farmer's Almanac – 3:06 (Bob Regan, Lee Thomas Miller)
5. A Heartache in the Works – 3:21 (Chet Biggers, Melba Montgomery)
6. No Reason to Change – 3:11 (Troy Seals, Mentor Williams)
7. Where Can I Surrender – 3:21 (Rock Killough)
8. I'll Be Right Here Loving You – 2:57 (Jeffrey Steele, T. W. Hale)
9. Once You've Heard the Truth – 3:29 (Leslie Satcher, Chuck Jones)
10. In a Heart Like Mine – 2:49 (Skip Ewing, Donny Kees)
11. Day One – 4:07 (Jimmy Yeary, Max D. Barnes)
12. Thirteen Mile Goodbye – 3:24 (Burr, Gerry House)